# Атакама
 Тази статия е за пустинята в Чили.  За административния регион вижте Атакама (регион).  
Атакама (на испански: Atacama) е пустиня в Южна Америка, в Северно Чили, с площ от 181 300 km². Името ѝ на индиански език означава „пустинна област“. Дължината ѝ от север на юг е около 1000 km и включва участък от Бреговите Кордилери с височина до 3200 m, северната част на Централната Чилийска долина и западните склонове на планината Кордилера Домейко (височина до 4325 m).

## Географска характеристика
Пустинята е на около 15 милиона години. НАСА използва терена за изпитване на техника за бъдещи мисии на Марс поради сходния терен на пустинята с марсианския. Отнася се към типа на т.нар. брегови пустини, възникващи под влиянието на източните периферии на субтропичните антициклони. Климатът ѝ е тропичен, пасатен и относително прохладен под въздействието на студеното Перуанско течение. Средната годишна температура от север на юг намалява от 20 °C до 15 °C. По крайбрежието средната температура на най-топлия месец (януари) е около 20 °C, а на най-студения (юли) 13 – 14 °C. Валежите са много оскъдни и има години, в които не пада и капка дъжд. Годишната сума на валежите е около 50 mm. През зимата и пролетта по крайбрежието относителната влажност достига до 82%, а облачността – до 85%. На височина до 600 m са характерни гъстите мъгли („каманчакос“) и лекия ръмеж („гаруа“). Повърхността на пустинята е покрита предимно с движещи се пясъци, чакъл и солончаци. Бреговата ивица по време на мъгливия сезон се покрива с временна растителна покривка, наречена „ломас“. По крайбрежните скали и островчета гнездят милиони птици и тези участъци са богати на гуано. По източното подножие на Брегоните Кордилери се намират уникалните находища на натриева и калиева селитра, бор, йод и готварска сол, а по западните склонове на Андите – най-големите в света находища на медна руда (Чукикамата, Ел Салвадор и др.)..

## Водни ресурси
Тази южноамериканска пустиня е една от най-безводните, една от най-сухите на земното кълбо. Тя се намира под постоянното влияние на високо атмосферно налягане и студеното Перуанско течение, които са пречка за образуването на валежи. Преобладаващите южни ветрове, които духат успоредно на брега, не донасят валежи по крайбрежието. В една ивица земя край океана, широка около 30 km, която обхваща западните склонове на Бреговите Кордилери, не вали години наред. Местните жители с право казват, че тук земетръсите са по-чести от валежите. Но откъм океана прииждат мъгли, особено през зимата, затова и въздухът, и почвата са влажни. Във вътрешността на Атакама мъгла прониква много рядко. В северната ѝ част, в така наричаната пампа Тамаругал, падат средно за една година по-малко от 10 mm валежи, на юг количеството му се увеличава до 100 mm. Небето над Атакама обикновено е ясно. Сутрин над морето и крайбрежните планини се появяват облаци, но следобед те се разнасят. Дори високите части на планините в Атакама са твърде засушливи. Все пак дъждовете тук са по-чести. По цялото протежение на Андите предпланините им приличат на зелени и влажни оазиси. В един от тези оазиси се намира гр. Арекипа. Той е разположен в полите на опасния си съсед – вулкана Мисти. Тук през най-дъждовния месец февруари падат до 100 mm валежи. С изключение на тези „оазиси“ около постоянни извори, цялата останала част на Атакама има тропичен пустинен изглед. Това е сурова пустиня, покрита с подвижни пясъци, с чакъл и камъни. Над ниските дюни се гонят пясъчни вихри, поради което те постоянно „пушат“. Безотточните и сухи области със силни изпарения са покрити с кора от сол. Потоците, които при случаен дъжд се спускат от Андите, се губят из пясъците или се използват до капка за изкуствено напояване в отделни малки участъци. Само р. Лоа стига океана. Но нейната вода е много солена, затова се използва само при добиването на селитра. Блестят под слънцето водите на безотточни солени езера и блата. Някои места в Атакама се покриват от време на време с океанска мъгла, позната сред местното население като „Camanchaca“. Чрез нея се осигурява достатъчно влага за водораслите, някои видове лишеи и дори кактуси. Но в регионите, които остават скрити от мъглата, и които са разположени по по-високата крайбрежна линия (над 3000 m височина), почвата буквално прилича на тази на Марс.

## Флора и фауна
Растителността е необикновено бедна. Само по бреговете на някои езера и в планинските клисури растат гигантски кактуси с причудливи форми, най-често прилични на свещници, и сухоустойчиви бодливи храсти. При случаен дъжд се развива краткотрайна растителност. Малко по-щедра е природата към света на животните. Въпреки географските и климатични условия в пустинята, там се е развила богато разнообразие от флора. Над 500 вида се срещат в тази пустиня. Тези видове се характеризират със своята извънредна способност да се адаптират към тази неблагоприятна среда. Най-често срещаните видове са билки и цветя, като мащерка, ларат и солена трева (Distichlis spicata), а където влажността е достатъчна, дървета като Geoffroea decorticans и Prosopis chilensis. В Атакама могат да се срещнат лисицата агуарачая, броненосци, костенурки, гущери. По крайбрежните скали и острови гнездят несметни ята птици, които образуват така наречените „птичи базари“

## История
Крайбрежните градове възникват още през 16, 17 и 18 век по времето на Испанската империя. Те възникват като пристанищни градове за доставка на среброто, произведено в „Potosí“ и други мини. През 19 век пустинята минава под контрола на Боливия, Чили и Перу, и скоро се превръща в конфликтна зона поради неясните си граници и поради откритите находища на натриев нитрат. След войната на „Пасифика“, след която Чили придобива по-голямата част от територията на Атакама, градовете по крайбрежието се превръщат в международни пристанища и много чилийски работници емигрират там. Заедно с бума през 19 век на гуаното (вид естествена тор) и селитрата, населението значително нараства, но това се дължи и на масовата имиграция от централните части на Чили. През 20 век нитратната индустрия запада и тогава по-голямата част от мъжкото население на пустинята остава безработно и започва да предизвиква проблеми за чилийската държава. Анархически и комунистически идеи вземат голямо надмощие над минните работници и протеста се разпространява из целия регион. Край един оазис, в средата на пустинята, на около 2000 м н.в. се намира селото „Сан Педро де Атакама“. Единствената църква в селото е построена от испанците още през 1577 г. Във времената, още преди инвазията на империята на Инките, този изключително сух и неплодороден район на пустинята Атакама, е бил обитаван главно от племето „Atacameño“. Племето е останало в историята с изграждането на своите укрепени градове, напречени „pucarás“, един от които може да се види на няколко километра от селцето „Сан Педро де Атакама“. През 50-те години на 20 век Атакама отново се превръща в източник на богатство поради добива на медна руда. Двете медни мини „Escondida“ и „Chuquicamata“ са разположени в рамките на пустинята. В Атакама има богати находища на мед и други минерали, а освен това тук се намират едни от най-големите природни ресурси на натриев нитрат, който се е добивал в големи количества до началото на 1940 г. Към началото на 21 век пустинята е пълна с около 170 изоставени минни градове за добив на нитрати или селитра, почти всички от които са напълно изоставени десетилетия след откриването на синтетичния нитрат в Германия в началото на 20 век. Ето някои от тях: Chacabuco, Humberstone, Santa Laura, Pedro de Valdivia, Puelma, Maria Elena и Oficina Anita.

## Прилика с Марс
През 2003 г. учени публикуват доклад в научно списание, озаглавен „Марс – като почвата в Атакама, Чили и възможността за оцеляване на микробите при абсолютна суша“. В този доклад те използват същите схеми и тестове, които използват и Викинг 1 и 2 – спускателните модули на Марс, предназначени да открият дали съществува живот на планетата. И така, използвайки същите методи, учените стигат до извода, че не съществува и следа от жив огранизъм в почвите на Атакама. В това отношение пустинята е уникална. Тя често се използва от НАСА, за да се тестват инструменти за бъдещите експедиции на Марс. През 2008 г. „Phoenix Mars Lander“ открива перхлорати на повърхността на Марс, и то на същото място, където за пръв път е открита вода. Перхлорати са намерени също и в пустинята Атакама, където, благодарение на тях, са се образували нитратни залежи, съдържащи органични вещества. Това от своя страна вода до някои спекулации, че откритите признаци на живот на Марс не са съвсем несъвместими с перхлоратите в Атакама.

## Население
Атакама е рядко населена, като повечето ѝ градове са разположени по протежение на Тихоокеанското крайбрежие. По-централните области, оазисите и някои долини, са заселени вече няколко хилядолетия. Точно те са били главните седалища на най-развитите общества, открити на територията на Чили още преди Колумб да открие Америка. Тези райони са имали нисък естествен прираст на населението и слабо развити градски райони. От началото на 20 век населението на тези територии било изправено пред сериозен конфликт, свързан с водните ресурси, които са необходими както за крайбрежните градове, така и за поддържане на минната промишленост.